# Балка Кодима
Балка Кодима — річка в Україні у Баштанському районі Миколаївської області. Права притока річки Висуні (басейн Дніпра).

## Опис
Довжина річки 28 км, похил річки 2,0 м/км, площа басейну водозбору 128 км², найкоротша відстань між витоком і гирлом — 21,88 км, коефіцієнт звивистості річки — 1,28 . Формується багатьма струмками та загатами. На деяких ділянках річка пересихає.

## Розташування
Бере початок на південно-східній околиці села Великоолександрівки. Тече переважно на південний схід через село Суходілля й у селі Скобелеве впадає в річку Висунь, праву притоку річки Інгульця.
Населені пункти вздовж берегової смуги: Григорівка, Новодмитрівка, Анастасівка, Шевченкове, Панасівка, Ропове.

## Цікаві факти
- Біля витоку річки на північній стороні на відстані приблизно 186 м пролягає автошлях Н11[3] (автомобільний шлях національного значення на території України, Дніпро — Кривий Ріг — Миколаїв. Проходить територією Дніпропетровської та Миколаївської областей.).
- У XX столітті на річці існували молочно,- птахо,- свино-тваринні ферми (МТФ, ПТФ, СТФ), газгольдери та газові свердловини[2].